# サリフ・ケイタ (サッカー選手)
サリフ・ケイタ（Salif Keïta, 1946年12月12日 - 2023年9月2日）は、マリ・バマコ出身の元同国代表サッカー選手（フォワード）。
甥のセイドゥ・ケイタおよびモハメド・シソッコもマリ代表として活躍した。

## 経歴
1963年、16歳の時にレアル・バマコへ入団を果たすと同時にマリ代表に招集され、アフリカクラブ選手権では8試合で14得点を挙げる活躍を見せた。その才能が認められ、1967年にリーグ・アン・ASサンテティエンヌへ移籍。「バマコのガゼル」、「黒豹」のニックネームで5シーズンで3度のリーグ制覇に貢献する活躍を見せ、1970-1971シーズンには38試合で42得点を挙げ、1970年のアフリカ最優秀選手に選出された。1972年のアフリカ選手権ではマリ代表を準優勝に導く原動力として活躍、その後バレンシアCFやスポルティングCPに在籍し、現役生活の終盤はアメリカでプレーした。
引退後は大学で学んだ経営学を生かしてホテルや不動産事業を展開する傍ら、入団したクラブでもあるレアル・バマコを資金面を中心に援助、1993年には若手選手の育成機関「サリフ・ケイタ・センター」を設立し、1997年にはチームをマリ1部リーグに昇格させるなど手腕を発揮している。
2005年から2009年までマリサッカー連盟の会長を務めた。
2023年9月2日にバマコで死去。76歳没。

## 所属クラブ
- 1963-1965  ASレアル・バマコ（フランス語版）
- 1965-1966  スタッド・マリアン（フランス語版）
- 1966-1967  ASレアル・バマコ
- 1967-1972  ASサンテティエンヌ
- 1972-1973  オリンピック・マルセイユ
- 1974-1976  バレンシアCF
- 1976-1979  スポルティング・クルーベ・デ・ポルトゥガル
- 1979-1980  ニューイングランド・ティー・メン（英語版）